# The Essential UFO
The Essential UFO es un álbum recopilatorio de la banda británica de hard rock y heavy metal UFO, publicado en 1992 por los sellos Chrysalis y EMI.
Contiene los mayores éxitos durante la etapa con el guitarrista alemán Michael Schenker, desde el álbum Phenomenon de 1974 hasta el disco en vivo Strangers in the Night de 1979.

## Lista de canciones
| N.º | Título                  | Duración |  |
| 1.  | «Doctor Doctor»         | 4:07     |  |
| 2.  | «Rock Bottom»           | 6:33     |  |
| 3.  | «Out in the Street»     | 5:13     |  |
| 4.  | «Mother Mary»           | 3:47     |  |
| 5.  | «Natural Thing»         | 3:52     |  |
| 6.  | «I'm a Loser»           | 3:49     |  |
| 7.  | «Only You Can Rock Me»  | 4:08     |  |
| 8.  | «Lookin' Out for No. 1» | 4:34     |  |
| 9.  | «Cherry»                | 3:33     |  |
| 10. | «Born to Lose»          | 3:32     |  |
| 11. | «Too Hot to Handle»     | 3:37     |  |
| 12. | «Lights Out»            | 4:31     |  |
| 13. | «Love to Love»          | 7:39     |  |
| 14. | «This Kids» (en vivo)   | 4:48     |  |
| 15. | «Let it Roll» (en vivo) | 4:57     |  |
| 16. | «Shoot Shoot» (en vivo) | 4:08     |  |